# Alvis TA 14
L'Alvis Fourteen, ou Alvis Quatorze, ou Alvis TA 14 a été la première voiture à être produite par le constructeur anglais Alvis cars après la Seconde Guerre mondiale. La totalité de l'usine de voitures avait pourtant été détruite dans la nuit du jeudi 14 novembre 1940. Annoncée en novembre 1946, la voiture a été produite jusqu'en 1950, date à laquelle lorsque son moteur de 1 900 cm3 - souvenir de l'austérité d'après-guerre - fut remplacé par l'Alvis trois litres ou TA 21 de 2 993 cm3 de 26,25 HP (chevaux fiscaux).

## Première Alvis d'après-guerre
La Quatorze était disponible comme berline de sport quatre portes, construite pour Alvis par Mulliners of Birmingham, mais il y eut aussi des versions décapotables de chez Tickford et Carbodies. En comparaison avec la 12/70, l'intérieur est plus large de dix centimètres et la distance entre les accoudoirs du siège arrière est augmentée de près de douze centimètres.

### Moteur
Le moteur de 1 892 cm3 est une version réalésée de celui utilisé dans la 12/70 et produit 65 cv (48 kW). Il est équipé d'un carburateur SU type H4. Les soupapes d'admission ont été élargies. La chaîne d'entraînement triplex reçut un système de tension automatique. Le système d'échappement a été largement révisé et le sens de l'écoulement d'eau de refroidissement dans le moteur a été changé de façon substantielle.

### Freins, suspension et direction
Les carrosseries furent montées sur un châssis d'avant-guerre d'Alvis 12/70 mis à jour, élargi et allongé, mais conservant l'essieu rigide à suspension à ressort à lames. Employant des Silentbloc (à l'exception des ressorts avant pour maintenir la précision de la direction), la suspension est amortie par des amortisseurs hydrauliques Armstrong à double action. Un entraînement final à biseau hypoïde fut monté pour la première fois et réduisit considérablement la hauteur du tunnel de transmission. La direction est une Marles avec un volant rayonné à ressort. Les freins actionnés mécaniquement sont des Girling à double patins. Des roues à disques ont remplacé les roues à rayons de la 12/70 et sont équipées de pneus plus grands.
La vitesse de pointe est d'environ 119 km/h et la voiture accélère de 0 à 97 km/h en 22,2 secondes.
La TB 14, modèle de sport découvert, fut conçue sur base de son train roulant.

Berline sportive
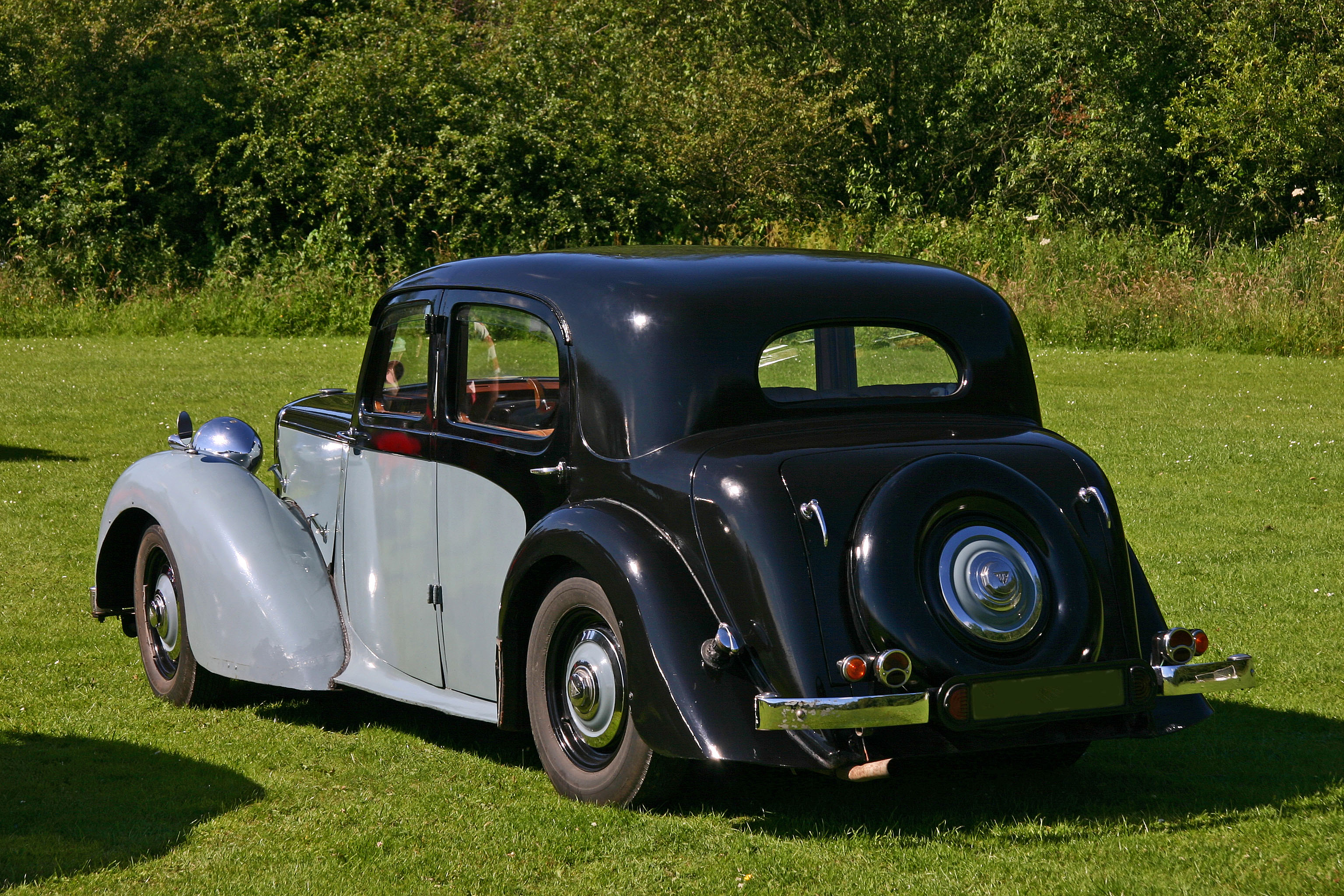
d'usine
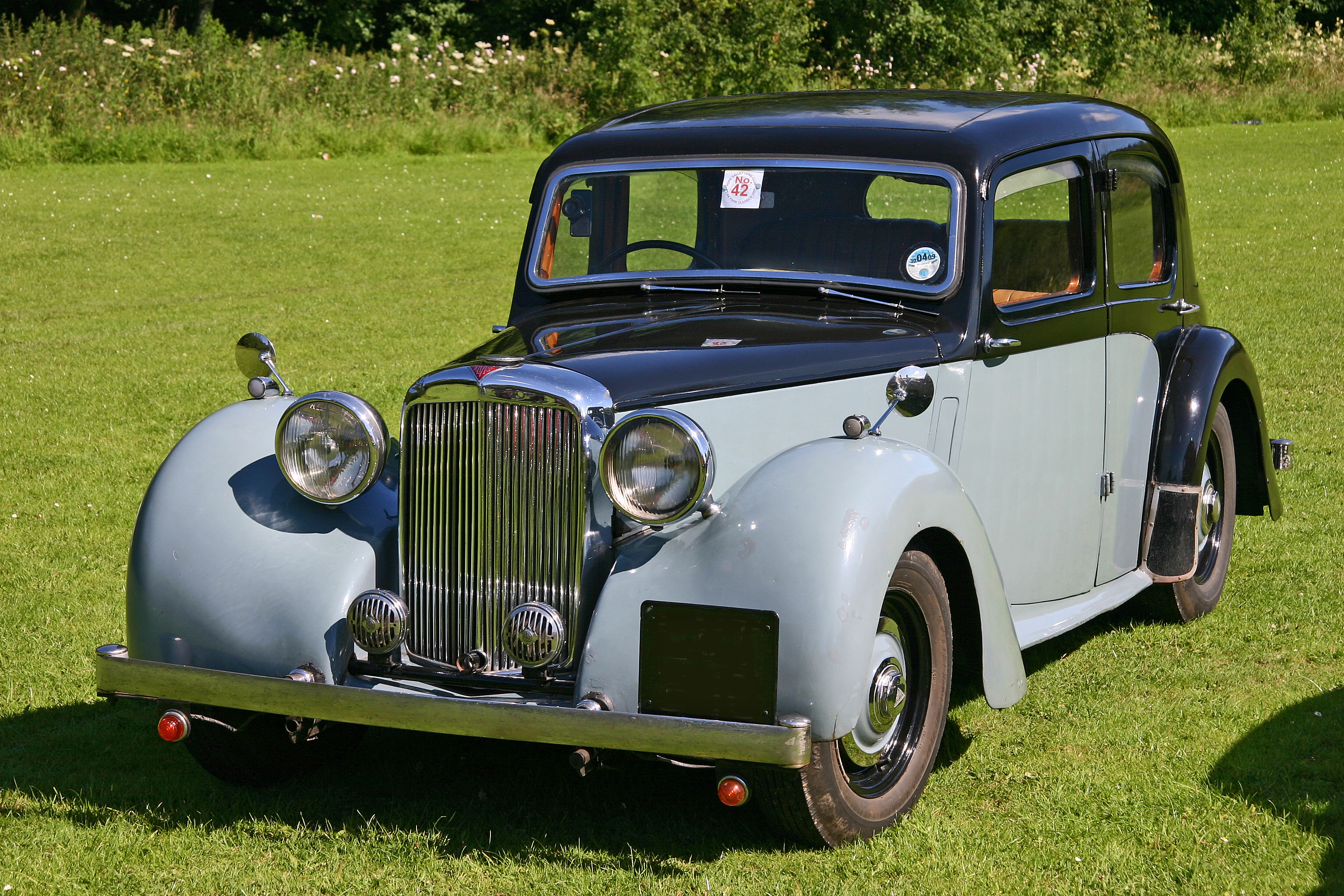
d'usine
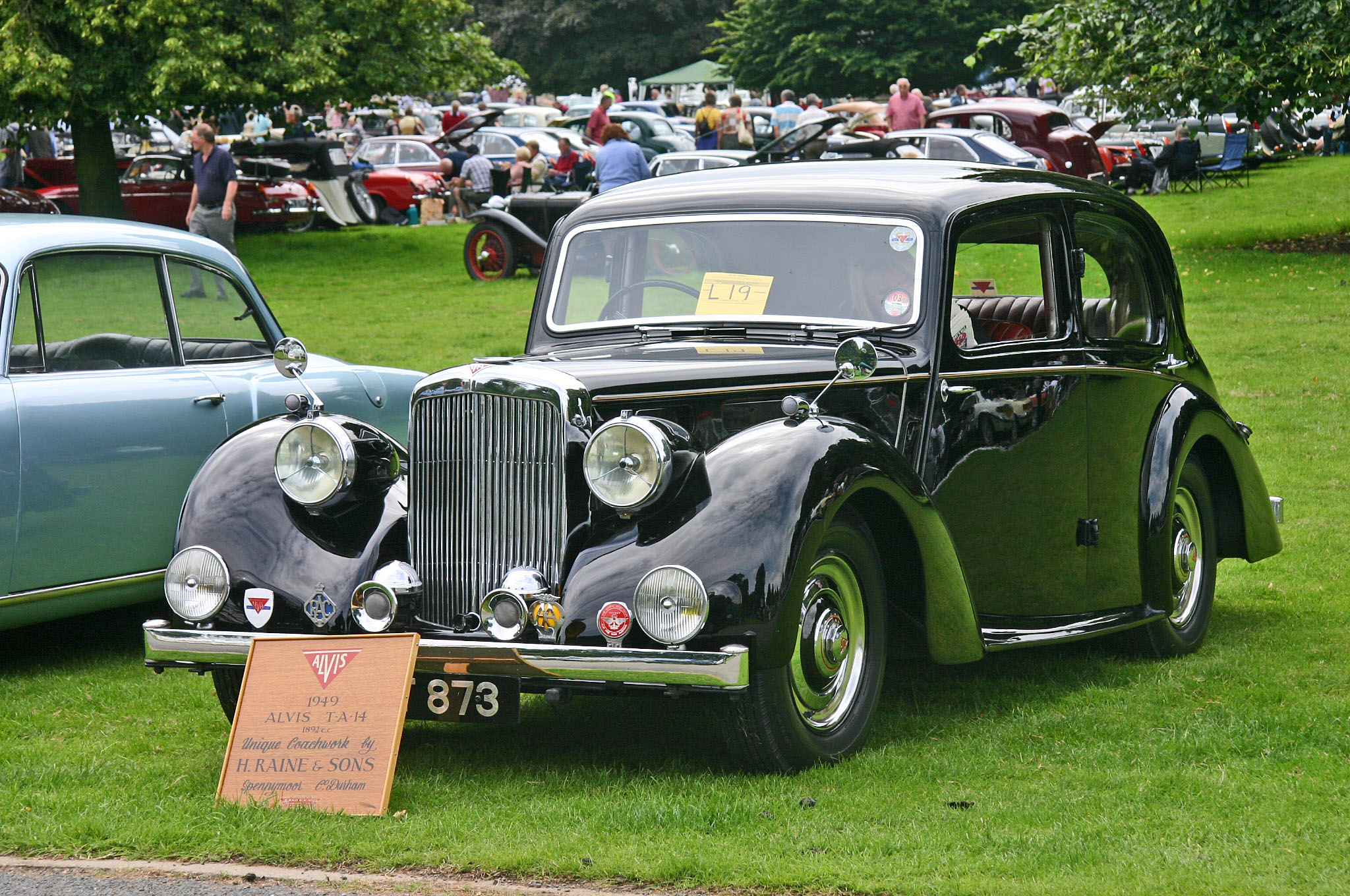
Carrossée par Raine de Durham

Drophead Coupé (décapotable)
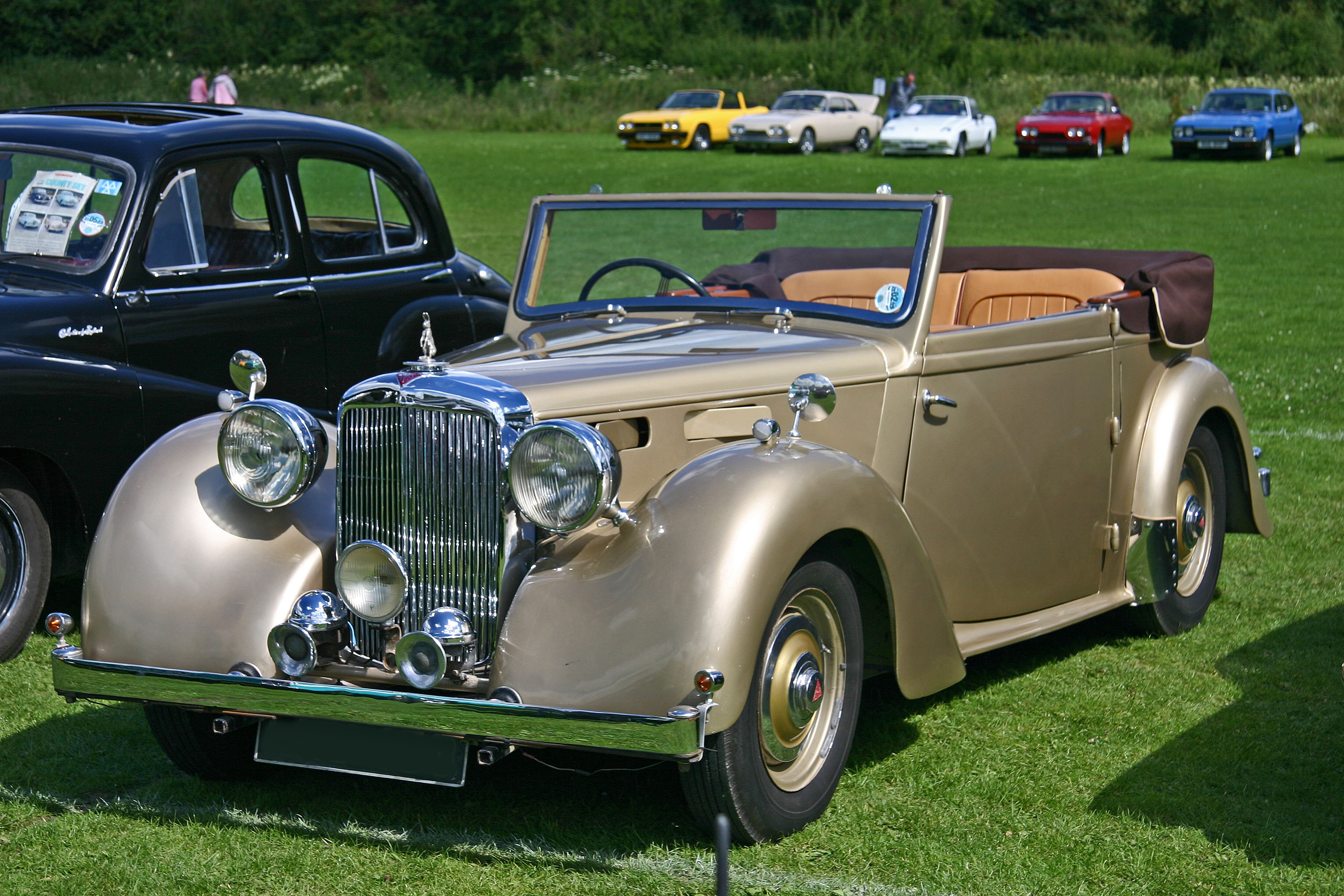
par Tickford
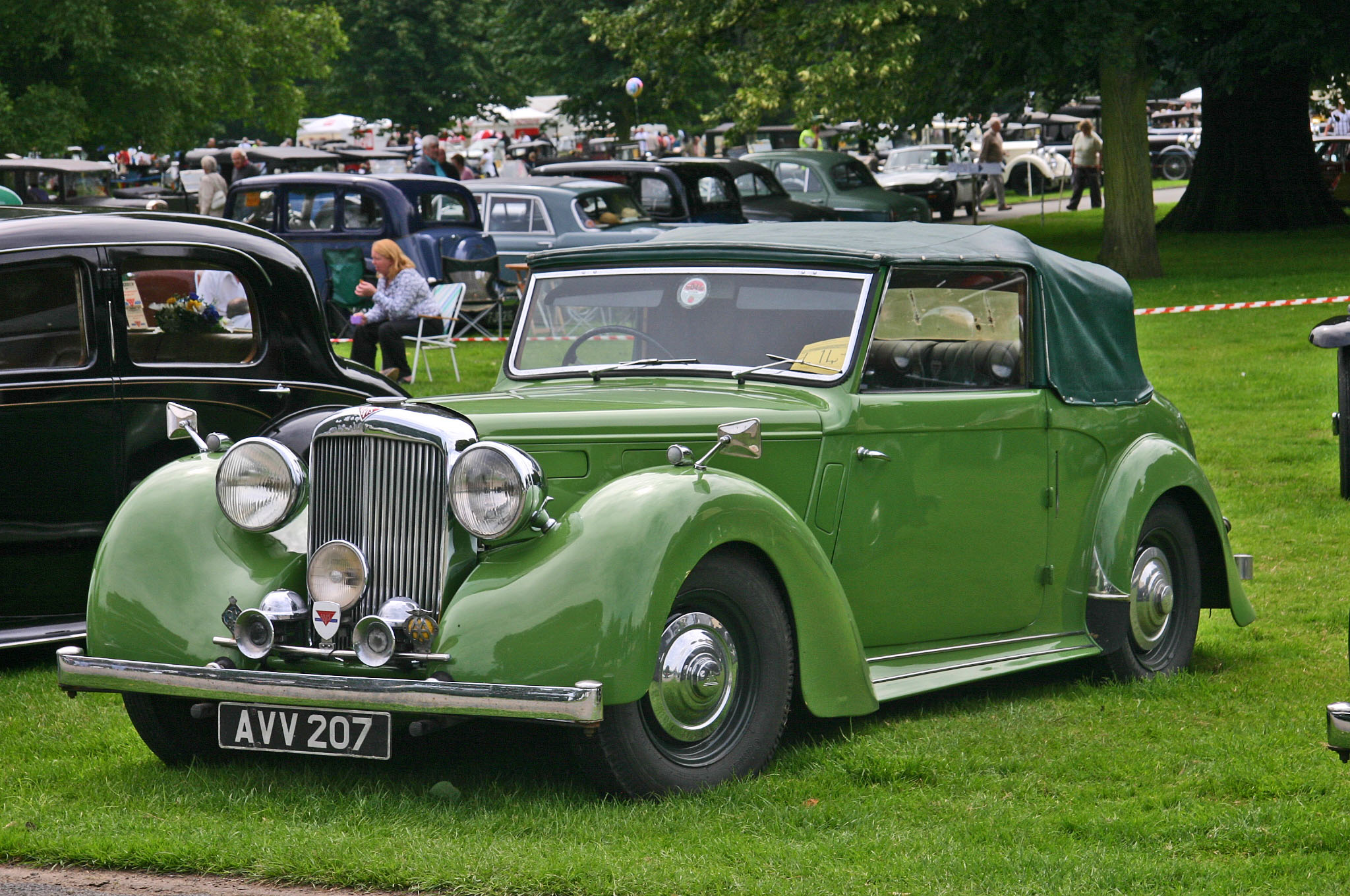
par Carbodies
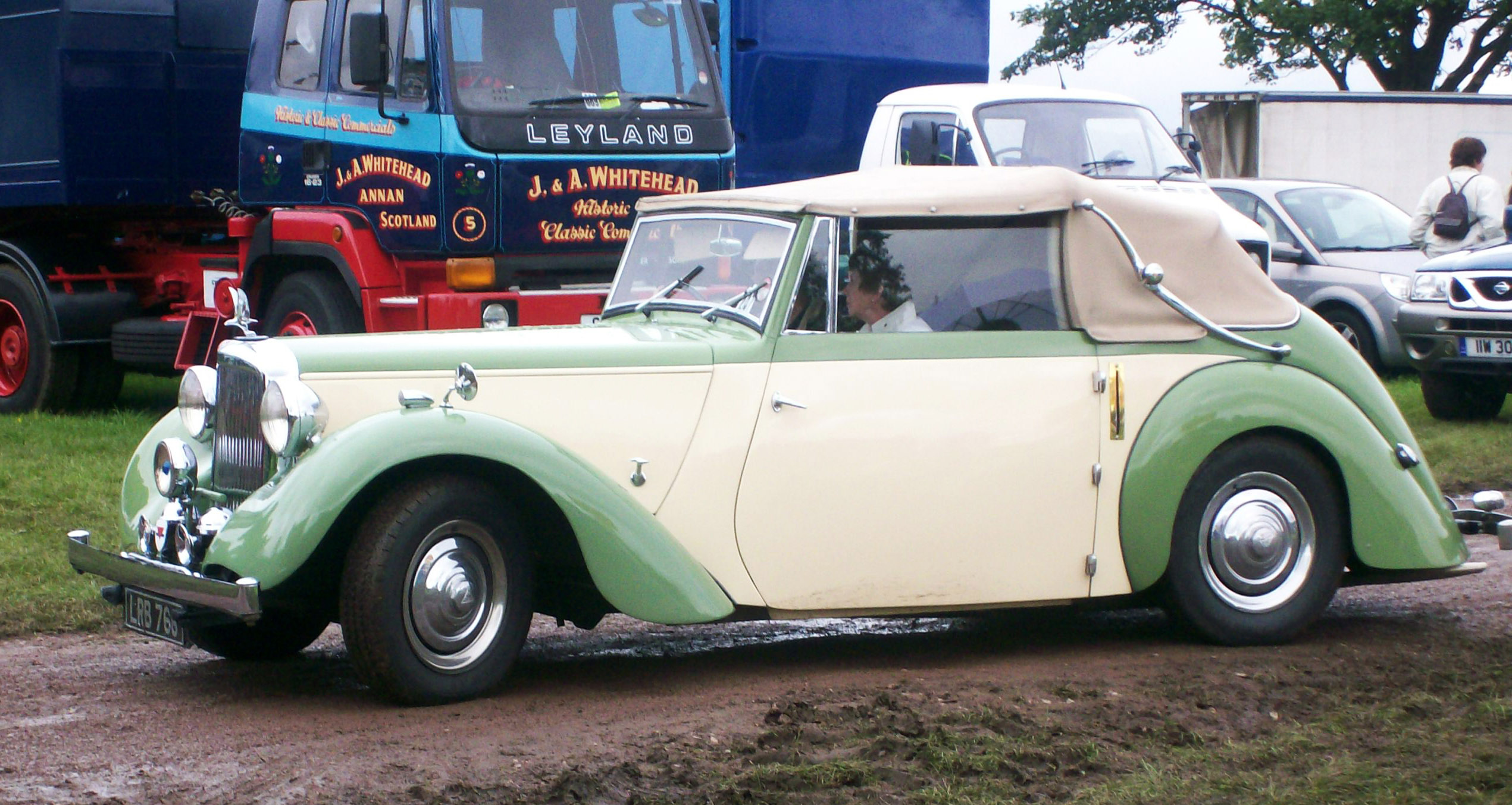
cabriolet par Mead

Coupé par Duncan Industries
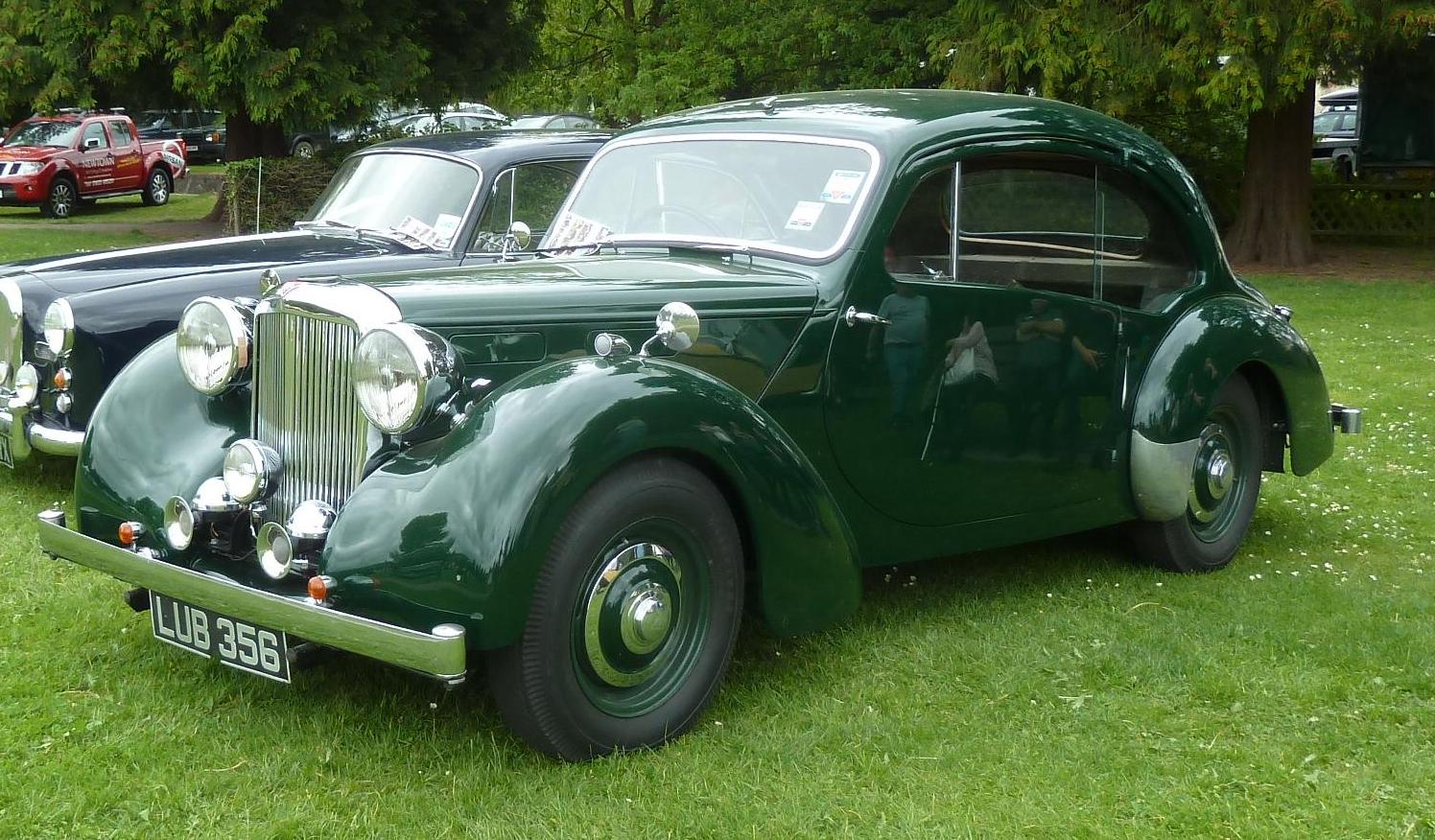
1947
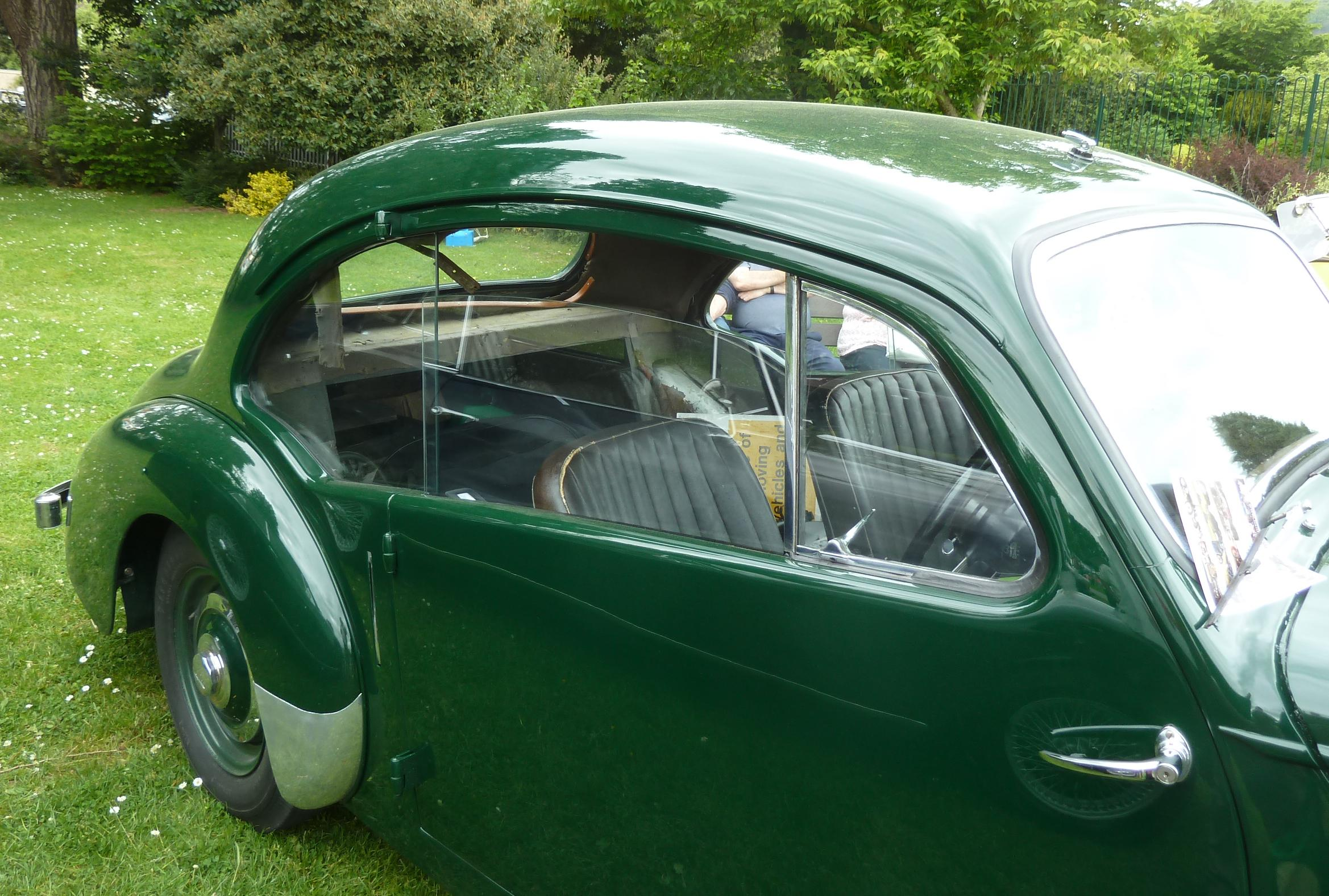
Sans pilier

## Essai routier
Autocar rapporta que la nouvelle voiture avait les performances et la sûreté typique d'Alvis. Ses vitesses synchronisées "ont fonctionné comme un charme". The Motor écrivit que la voiture était beaucoup plus spacieuse que le monobloc compact ne le suggérait de l'extérieur, l'espace des genoux au siège arrière se situant entre 20 et 33 cm. Une voiture impressionnante avec un moteur 4 cylindres particulièrement souple. Le bruit du vent était perceptible à haute vitesse.